# Seybaplaya
Seybaplaya, är en fiskindustristad i delstaten Campeche, och administrativ huvudort i kommunen med samma namn i Mexiko. Seybaplaya ligger vid kusten, cirka 50 kilometer söder om delstatshuvudstaden San Francisco de Campeche. Staden har en hamn som frekvent trafikeras av fraktfartyg.
Orten livnär sig på fiske, hamnen och keramikindustri och på senare år även turism tack vare dess vita stränder. Staden hade 8 711 invånare vid den senaste officiella folkräkningen i Mexiko 2010.